# Konrad Rossbach
Konrad Rossbach (auch: Conrad und: Roßbach, Rosbach) war ein Baumeister der späten Renaissance, der im Umfeld des Wetterauer Grafenvereins wirkte.

## Biografie
Zur persönlichen Biografie von Konrad Rossbach ist fast nichts bekannt. Zeitgenössisch wird er am Anfang des 16. Jahrhunderts als „aus Hanau“ bezeichnet. Das ist vermutlich aber keine Herkunftsangabe im Sinne eines Geburtsorts, sondern die Bezeichnung eines (vorübergehenden) Aufenthalts. Der Zeitraum seines nachgewiesenen Wirkens erstreckt sich auf die Jahre zwischen 1591 und 1618.

## Ausgangslage
Er wirkte im ausgehenden 16. und beginnenden 17. Jahrhundert. Vornehmlich baute er in den Grafschaften Hanau-Münzenberg und Nassau-Dillenburg. Beide Territorien hatte sich zu diesem Zeitpunkt der Reformation der calvinistischen Ausrichtung zugewandt. Der überkommene Bestand an Kirchenbauten war in beiden Territorien noch mittelalterlich und damit römisch-katholisch geprägt. Der calvinistische Gottesdienst erforderte aber – im Gegensatz zu dem auf den Hochaltar ausgerichteten Gottesdienst nach römisch-katholischer Liturgie – einen auf die Kanzel und einen Predigt-Gottesdienst ausgerichteten Kirchenraum. Die bestehenden Kirchen waren also grundlegend umzubauen. Diese Umbauten nahm Konrad Rossbach in vielen Fällen vor. Ein typisches Merkmal seiner Umbauten sind ergänzend eingebaute Emporen, wenn es der Platz zuließ, auch mehrere übereinander.

## Bauten

### Kirchenumbauten
- Evangelische Stadtkirche Dillenburg, 1594–1597
- Marienkirche, Hanau, ca. 1597 (im Zweiten Weltkrieg komplett ausgebrannt)
- Evangelische Stadtkirche Herborn, 1598–1601
- Nikolaikirche in Siegen, 1601–1606
- Pfarrkirche in Freudenberg, 1601–1606
- Pfarrkirche Nieder-Eschbach, 1617/18

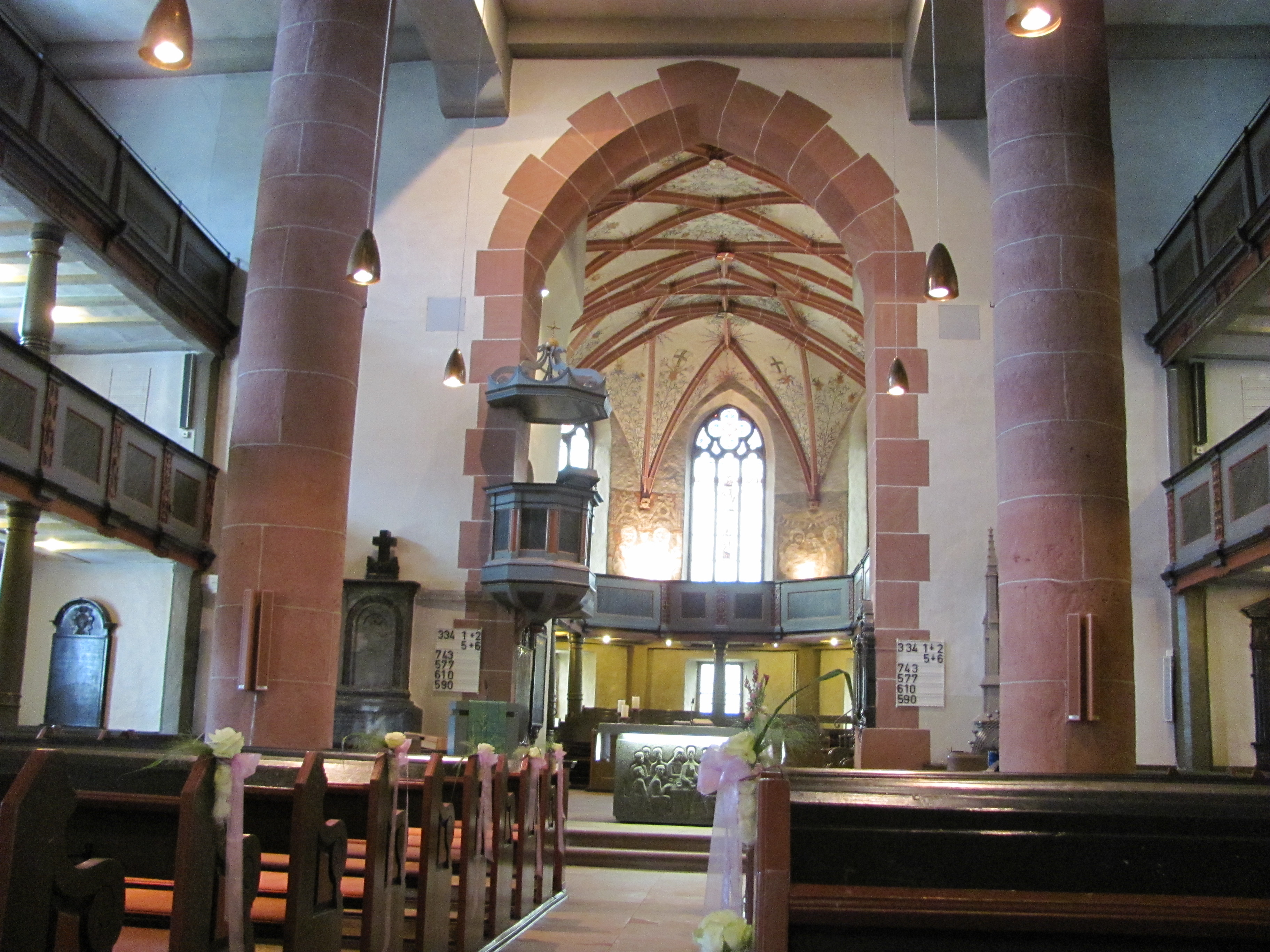
Von Rossbach umgestaltete Stadtkirche Herborn
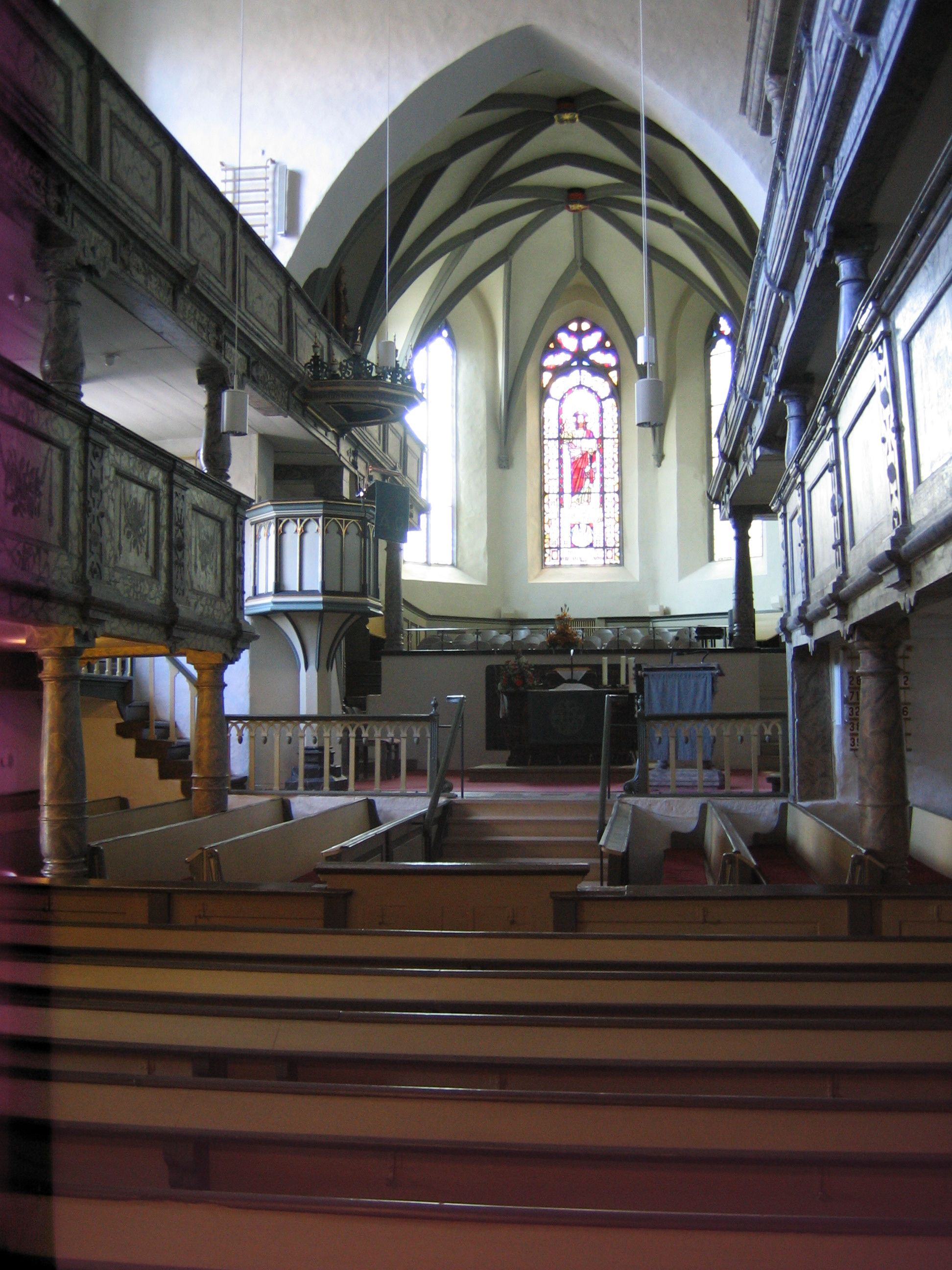
Evangelische Stadtkirche Dillenburg
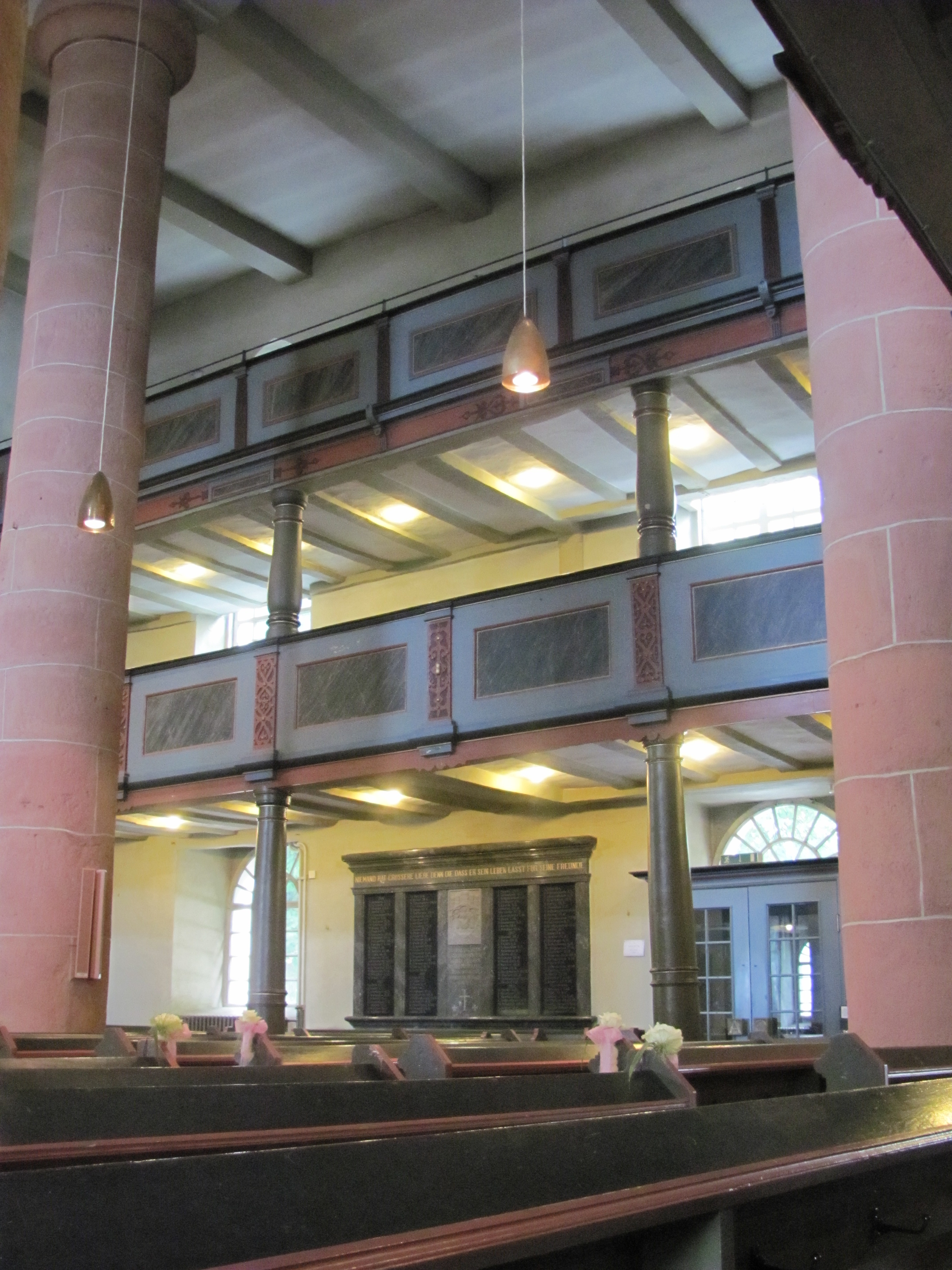
Von Rossbach eingebaute Emporen (Stadtkirche Herborn)

### Weitere Bauten
- Umbau des alten Herborner Rathaus zum Kollegium der Hohen Schule (1591–1599)
- Möglicherweise Arbeiten am Stadtschloss Hanau für Graf Philipp Ludwig II.
- Wahrscheinlich hat Konrad Rossbach 1607–1618 das Schloss Beilstein von einer Burg zu einer Residenz ausgebaut.